# Niphoparmena kenyensis
Niphoparmena kenyensis là một loài bọ cánh cứng trong họ Cerambycidae.